# والتر روبرت جونسون
والتر روبرت جونسون هو سياسي كندي، ولد في 27 سبتمبر 1927. حزبياً، نشط في حزب ساسكاتشوان المحافظ التقدمي. وقد انتخب عضو المجلس التشريعي من ساسكاتشوان.